# Paveway

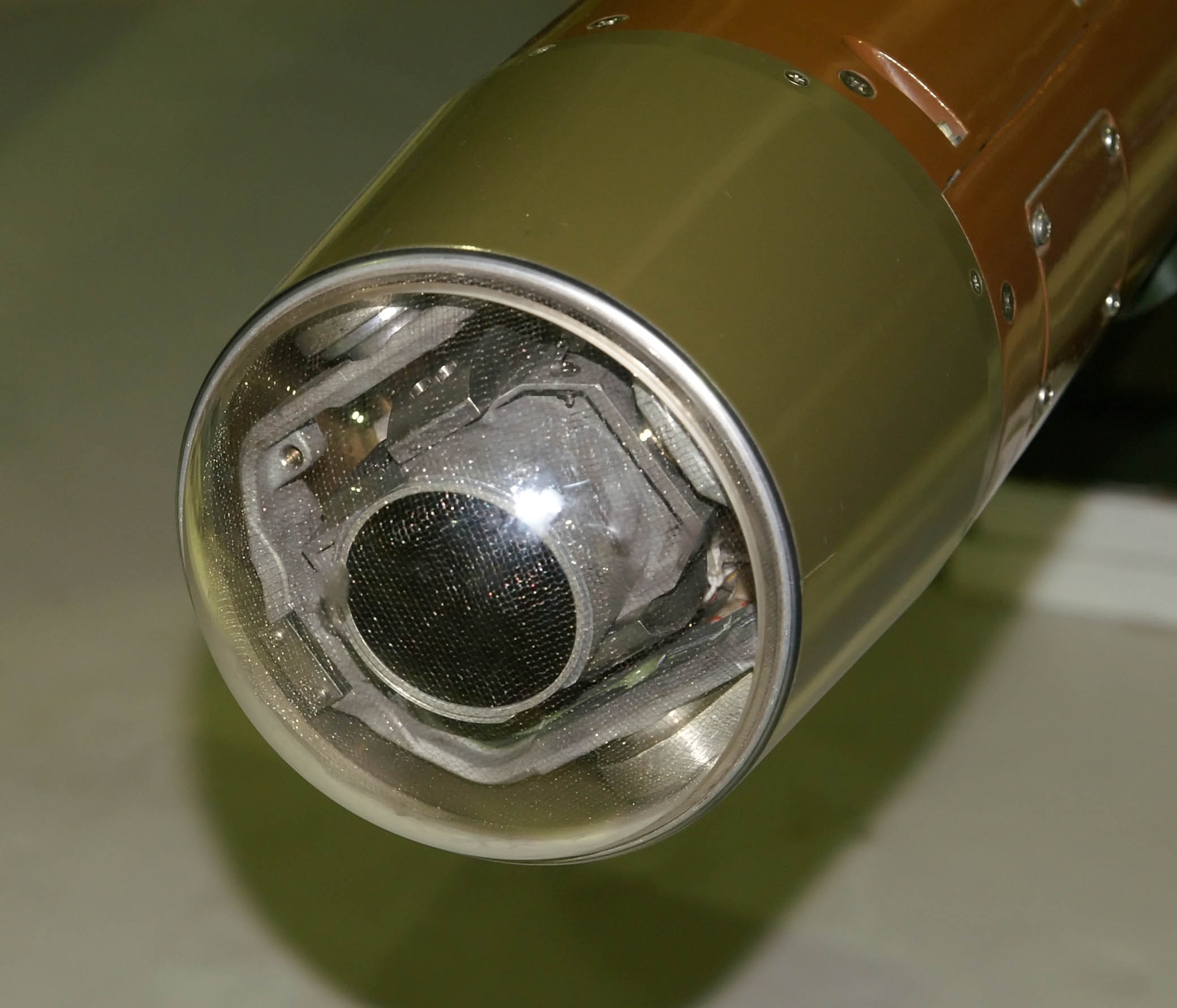
Sensore di ricerca di una Paveway III, al RAF Museum di Hendon, Londra.

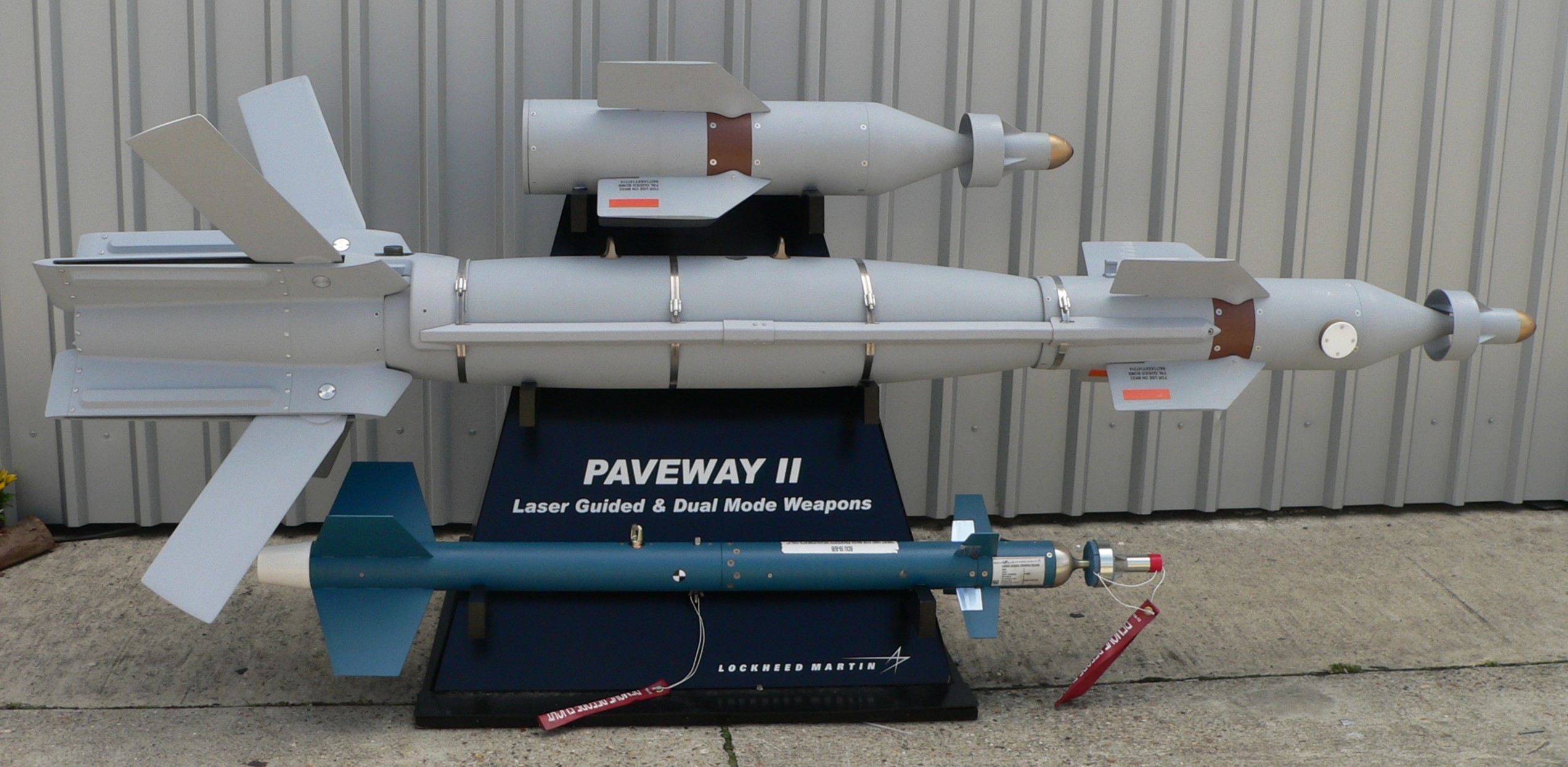
Dall'alto: il gruppo di controllo computerizzato di una Paveway II, una GBU-12 enhanced, e un missile da addestramento laser-guidato, al Salone internazionale dell'aeronautica e dello spazio di Parigi-Le Bourget del 2007

Paveway è un termine generico per le bombe a guida laser, in termini militari anglosassoni Laser Guided Bombs (LGB).
Pave o PAVE è talvolta utilizzato come acronimo per precision avionics vectoring equipment, ovvero sistema avionico per la guida di precisione. La guida laser è quindi un sistema Pave, e il termine associato ad altri descrive vari tipi di sistemi di guida e di puntamento laser come Pave Penny, Pave Spike, Pave Tack e Pave Knife, così come specifici tipi di velivoli quali l'AC-130U Pave Spectre, l'MH-53 Pave Low e l'HH-60 Pave Hawk.

## Storia
La serie Paveway fu sviluppata dalla Texas Instruments nel 1964. Il programma fu svolto in poco tempo e con buoni risultati. Il primo test fu con una M117 come testata, in aprile 1965. Prototipi vennero usati nella Guerra del Vietnam dal 1968.
I primi disegni dal punto di vista aerodinamico furono di Richard H. Johnson.
Nel gennaio 1967 la US Air Force autorizzò il Project 3169 dando il contratto di fornitura alla TI per ridisegnare la M117, per l'uso in Vietnam. Il programma fu diretto dal Guided Bomb Program Office presso la Wright-Patterson Air Force Base e i test a novembre presso la Eglin Air Force Base sotto la direzione della Pave Way Task Force.
Al tempo il programma aveva tre divisioni:
- Paveway 1 – laser-guided munitions
- Paveway 2 – electro-optical guidance (TV) sviluppata dalla Rockwell International designata HOBO ("Homing Bomb")
- Paveway 3 – Missile a guida infrarossa mai impiegata.

La Paveway 2 fu 4, 5 volte più costosa della 1.
La serie Paveway include:
- GBU-10 Paveway II – Mk 84 o BLU-109 2,000 lb (907 kg) bomb
- GBU-12 Paveway II – Mk 82 500 lb (227 kg) bomb
- GBU-16 Paveway II – Mk 83 1,000 lb (454 kg) bomb
- GBU-58 Paveway II – Mk 81 250 lb (113.4 kg) bomb
- GBU-22 Paveway III – Mk 82 500 lb (227 kg) bomb. Sviluppata assieme alla GBU-24
- GBU-24 Paveway III – Mk 84/BLU-109 2,000 lb (907 kg) class bomb
- GBU-27 Paveway III – BLU-109 2,000 lb (907 kg) bomb con testata di penetrazione, per il F-117 per questioni di ingombro a bordo.
- GBU-28 Paveway III – Sviluppata per la Guerra del Golfo, non sufficiente la potenza della BLU-109/B con testata di penetrazione come "bunker buster" GBU-28.
- Paveway IV – 500 lb (227 kg) bomb
- GBU-48 Enhanced Paveway II – Mk 83 1,000 lb (454 kg) bomb. Raytheon Enhanced dual-mode GPS e Laser guided version della GBU-16.
- GBU-49 Enhanced Paveway II – BLU-133 500 lb (227 kg) bomb. Raytheon Enhanced dual-mode GPS e Laser guided version della GBU-12.
- GBU-50 Enhanced Paveway II – Mk 84 o BLU-109 2,000 lb (907 kg) bomb. Raytheon Enhanced dual-mode GPS e Laser guided version della GBU-10.
- GBU-59 Enhanced Paveway II – Mk 81 250 lb (113.4 kg) bomb. Raytheon Enhanced dual-mode GPS e Laser guided version della GBU-58.[3]

### Numerazione
Data la notevole quantità di tipi diversi di bombe vi è possibilità di confusione nel citare le 'Paveway X'. La numerazione include:
- Numerazione ufficiale da 1 a 3, con varianti pianificate in funzione del sistema di guida. Il 2 e 3 non sono mai entrati in servizio.
- Le forze armate statunitensi usano una numerazione in ordine cronologico
- La RAF usa la numerazione Paveway come 2 e 3[4] - con 2 riferendosi alla 1,000 lb e 3 riferendosi alla 2,000 lb - e Enhanced Paveway 2 e 3 per la variante con GPS/INS.[5] La Paveway 4[6] è la stessa in questo e in altri sistemi di numerazione.

## Assemblaggio

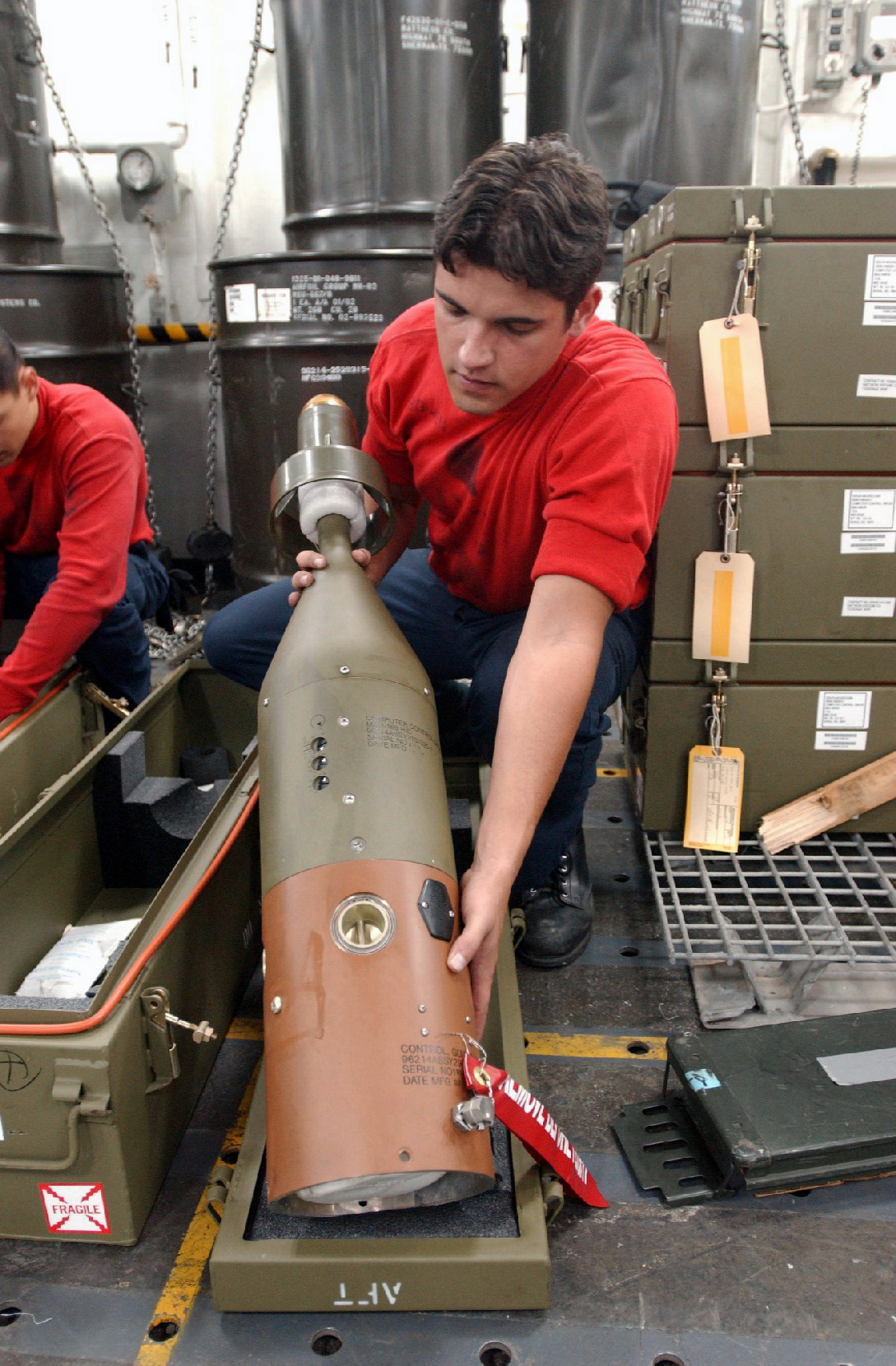
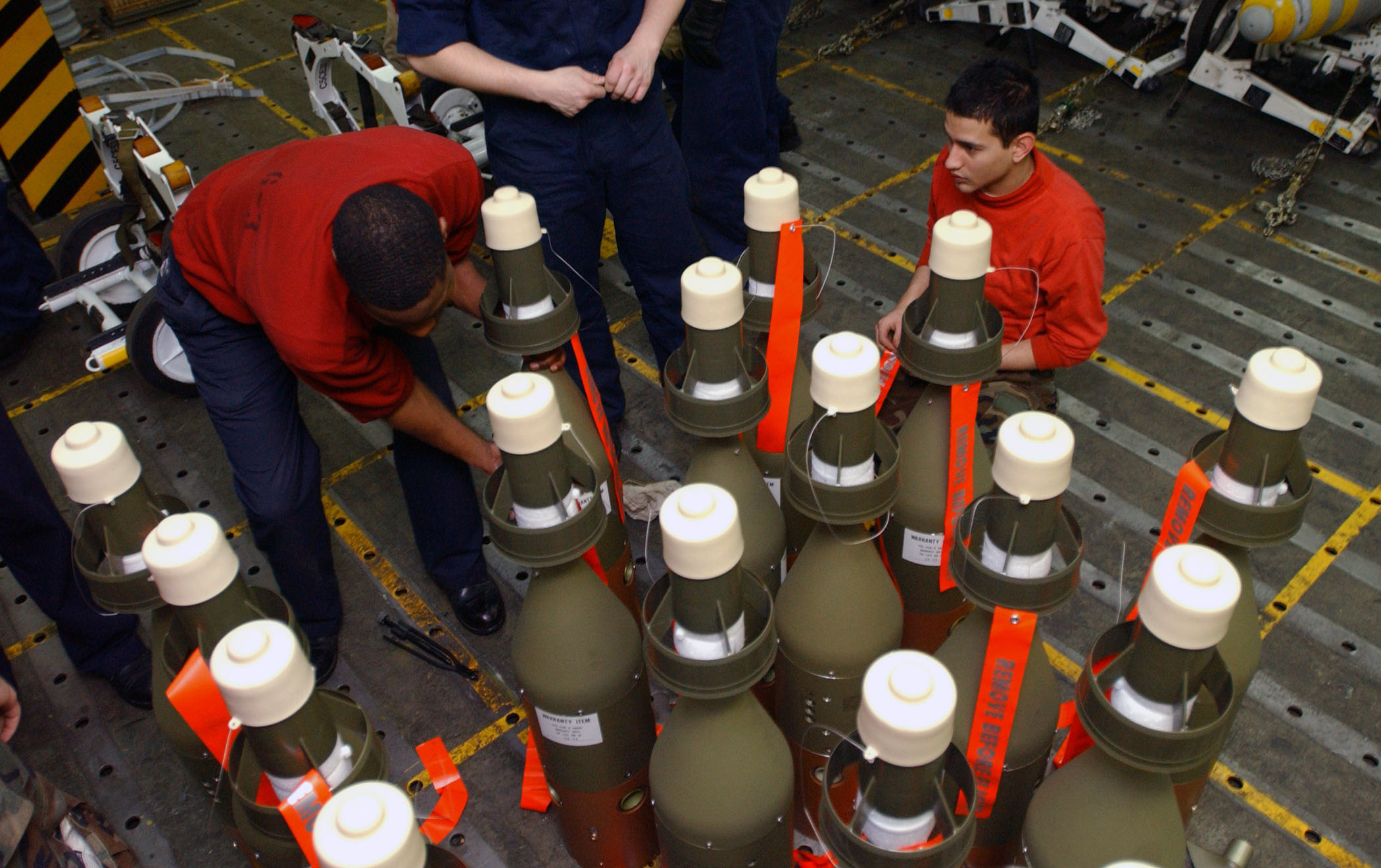
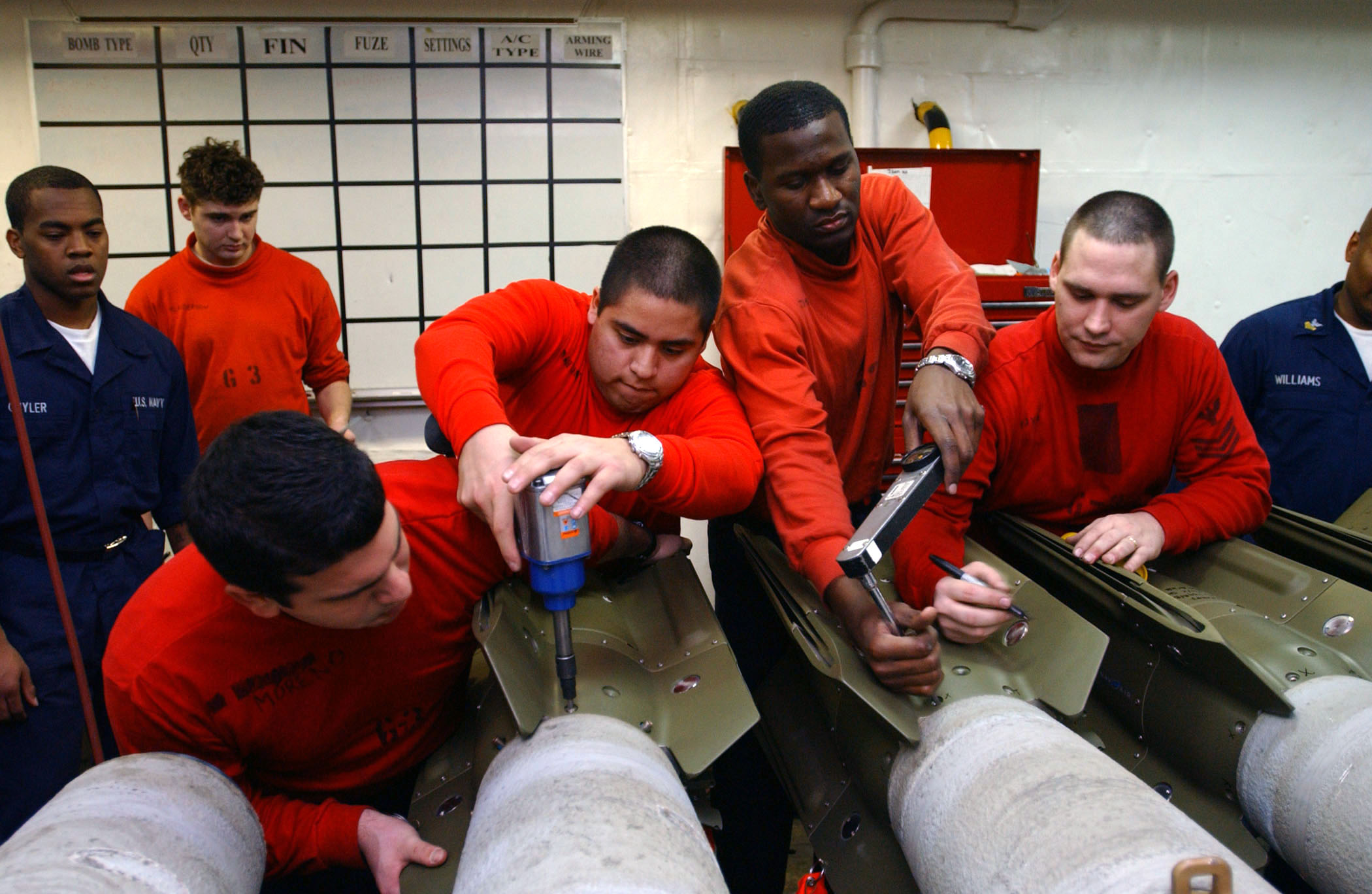
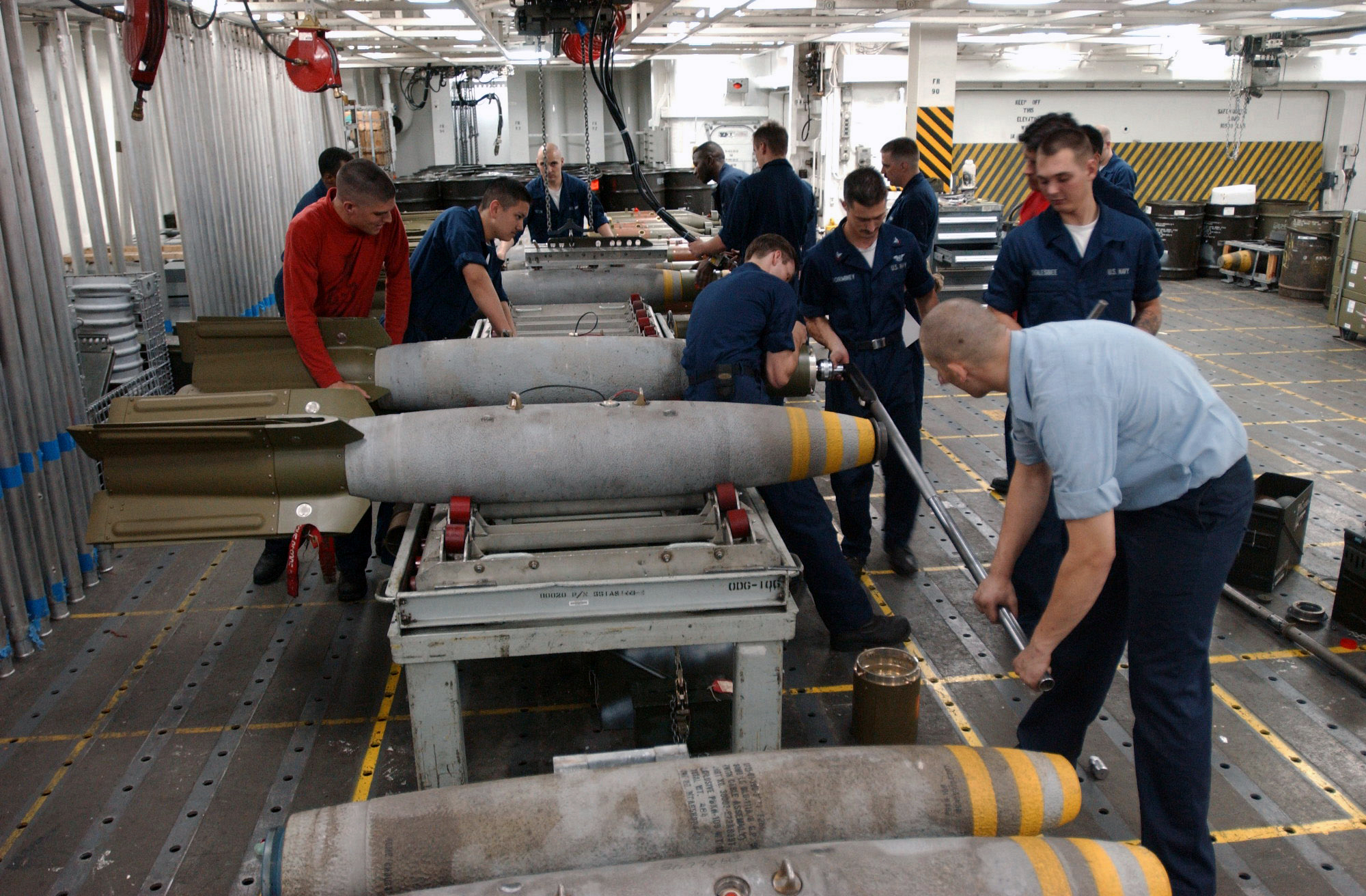

## Marchio registrato
La Lockheed Martin e la Raytheon competono sul mercato delle forniture di bombe a guida laser alla United States Air Force e quello mondiale. La Raytheon rivendica l'esclusivo diritto di utilizzare Paveway come marchio registrato, ma la Lockheed Martin dichiara che Paveway è ormai un termine generico nell'industria della difesa e si è opposta alla registrazione del marchio da parte della rivale. Il 27 settembre 2011 l'United States Patent and Trademark Office (USPTO), l'organismo amministrativo incaricato di rilasciare i brevetti ed i marchi depositati negli Stati Uniti d'America, ha stabilito che Paveway è un termine generico negli Stati Uniti, valido quindi per tutti i tipi di bombe a guida laser.